# Scania Production Słupsk

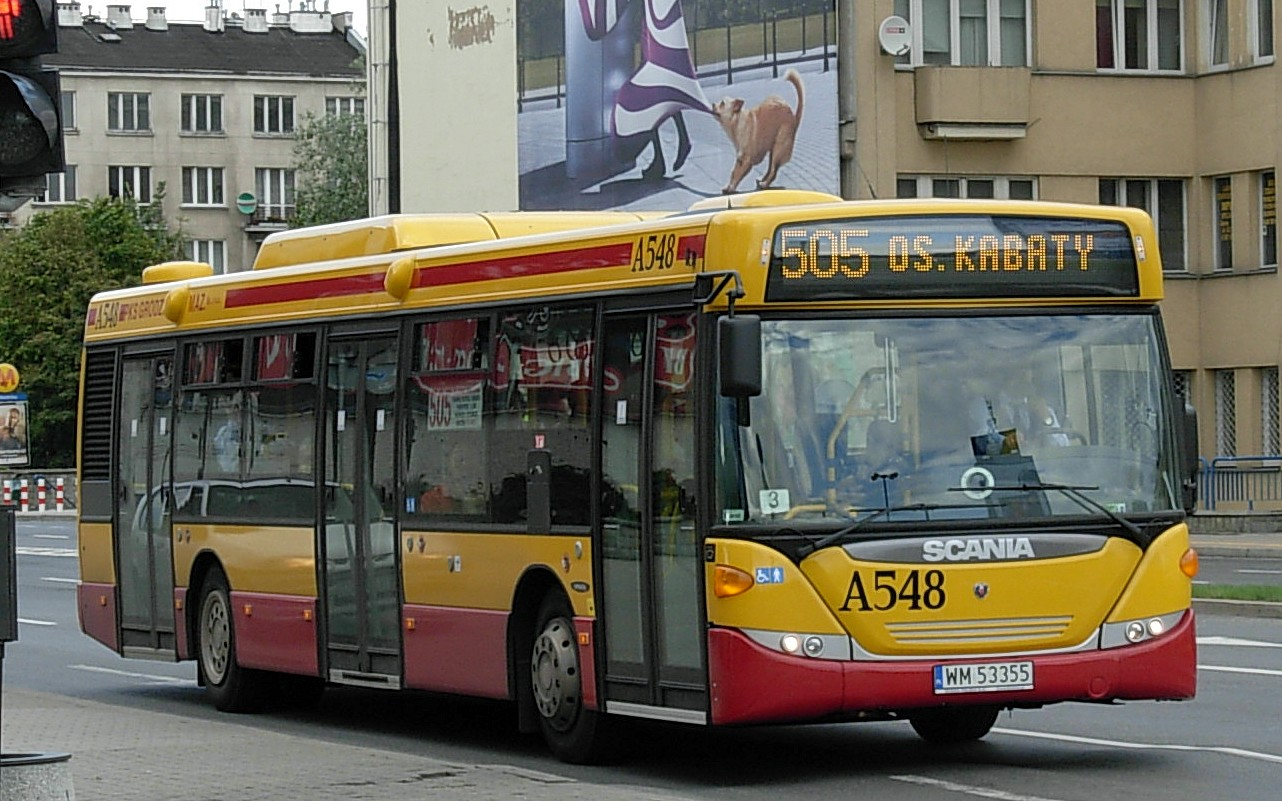
Scania CN270UB w Warszawie

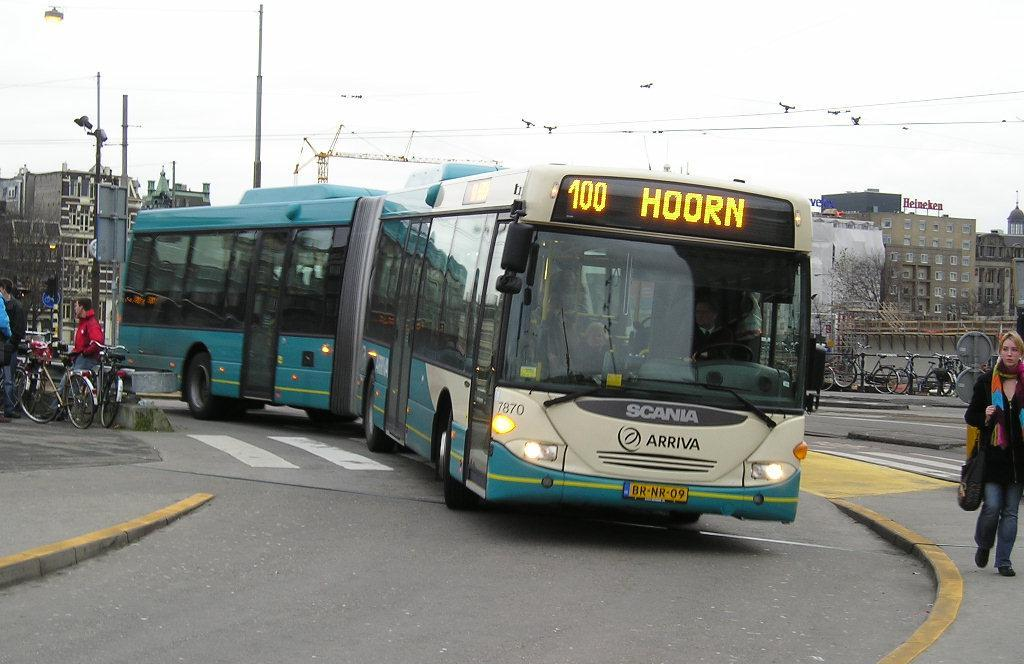
Scania CL94UA OmniLink w Amsterdamie

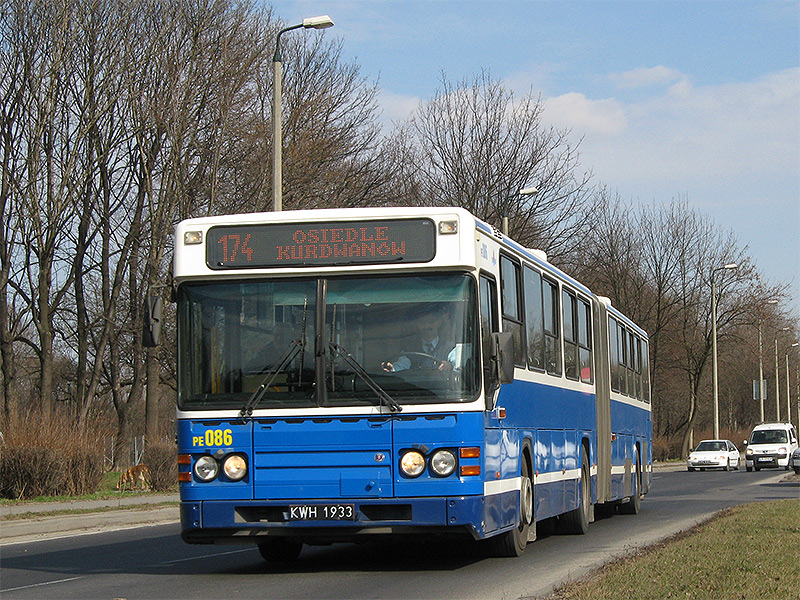
Scania CN113ALB w Krakowie

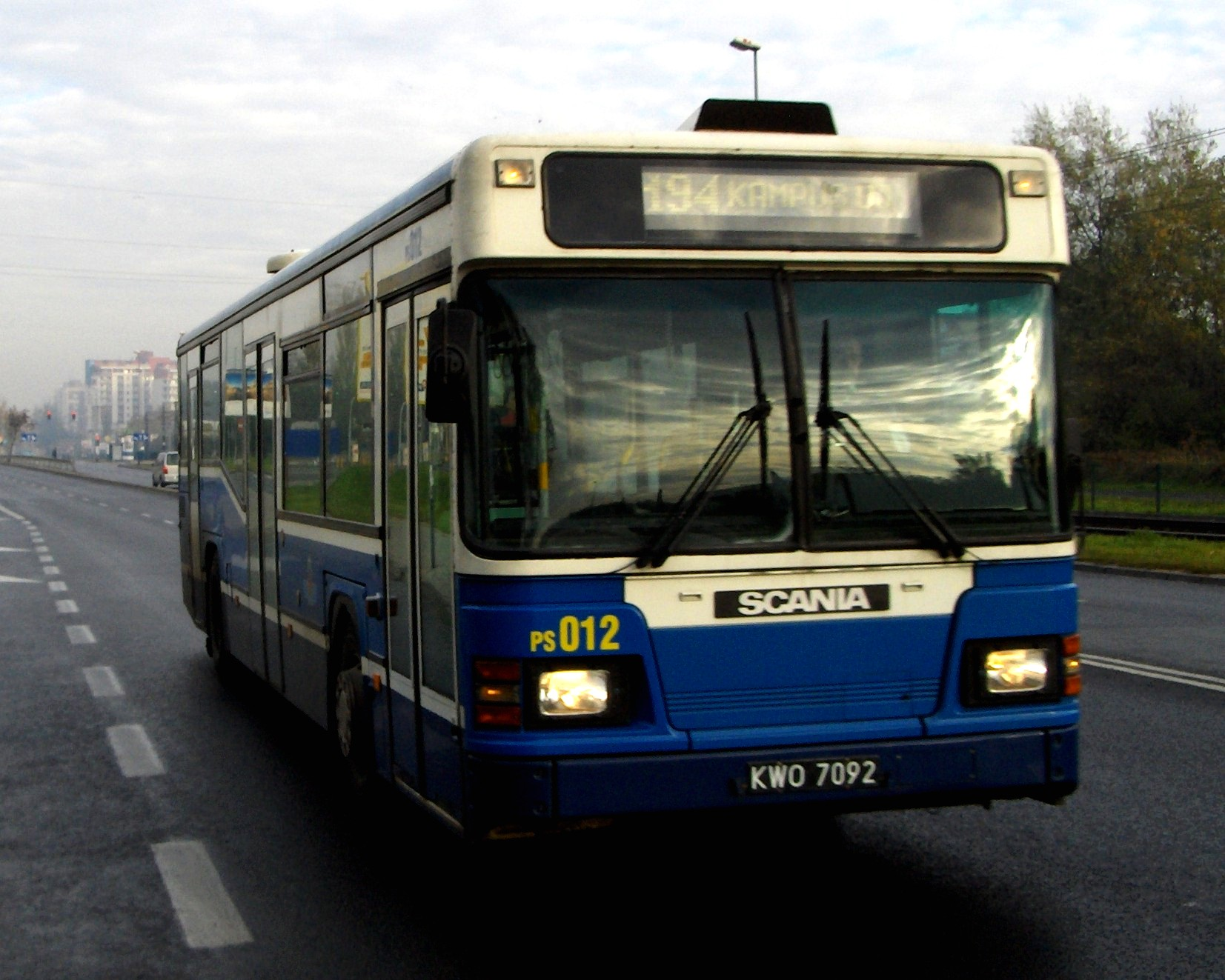
Scania CN113CLL MaxCi w Krakowie

Scania Production Słupsk S.A. – polska spółka z siedzibą w Słupsku, należąca do koncernu Scania AB, specjalizująca się w produkcji autobusów miejskich i podwozi autobusowych. Wcześniej, do 2002 roku zakład zajmował się również montażem samochodów ciężarowych tej marki.

## Historia
W pierwszej połowie lat 90. szwedzka Scania i polska Kapena zawiązały spółkę joint venture. 16 czerwca 1993 roku z linii montażowej zakładu „Scania-Kapena S.A.” zjechała pierwsza zmontowana ciężarówka. W ten sposób omijano ograniczenia celne. W sierpniu 1994 roku rozpoczęła się produkcja autobusów Scania CN113CLL, początkowo na poziomie 20-30 sztuk rocznie. Rok później rozpoczęto eksport podwozi autobusowych do innych zakładów koncernu Scania i odbiorców zewnętrznych. Do 1999 roku powstało ich około 750 sztuk. W 1999 roku modele Scania CN113CLL MaxCi zastąpiły autobusy z rodziny OmniCity. Od 2001 roku produkowane są autobusy lokalne z serii OmniLink (Scania CN94UA, Scania CN94UB). Z czasem Scania wykupiła udziały w spółce i przekształciła ją w „Scania Production Słupsk S.A.”.
Od 1 lipca 2002 roku zakłady „Scania” w Słupsku produkują wyłącznie autobusy miejskie i podwozia autobusów typu N. Produkcja zaczęła szybko rosnąć: 2001 – 44 szt., 2002 – 121 szt., 2003 – 216 szt., 2004 – 251 szt., 2005 – 323 szt., 2006 – 398 szt., 2007 – 455 szt., 2008 – 619 szt., 2009 – 729 szt., 2010 – 658 sztuk. 3000 autobus wyprodukowany w Słupsku opuścił linię produkcyjną 1 lipca 2009 r.
Pod koniec 2005 roku zatrudnienie wynosiło około 330 osób i ze względu na wzrost produkcji stale rośnie.
Podstawowe produkowane autobusy należą do rodzin OmniCity i OmniLink. Modele z tych dwóch rodzin wykonywane są przy pomocy opracowanej przez koncern technologii skręcania za pomocą specjalnych złączek. Scania wychodzi bowiem z założenia, że skręcanie elementów konstrukcji jest mniej energochłonne i „czystsze” niż spawanie. Od 2006 powstają tu również autobusy piętrowe Scania N94UD OmniCity (Double Decker). W 2008 uruchomiono produkcję autobusów podmiejskich i międzymiastowych Scania OmniLine o trzech wariantach długości: 10.8, 12 i 12.7 metrów, których produkcję przeniesiono z estońskiej filii koncernu noszącej nazwę BaltCouch (lub BaltScan). Pierwsze pojazdy z tej rodziny zostały wyeksportowane do Norwegii. Modele rodziny Scania OmniLine posiadają konstrukcję spawaną. Z czasem prawdopodobnie zostanie ona zastąpiona technologią skręcania za pomocą specjalnych złączek.
„Scania Production Słupsk” powraca również do produkcji autobusów napędzanych gazem CNG, które przez kilka ostatnich lat praktycznie nie powstawały. Jedne z pierwszych pojazdów z takim napędem trafiły w 2008 roku do szwedzkiego miasta Borås. Wdrożono do produkcji również nową wersję autobusów serii OmniCity CN270UB/CN270UB E-95. W 2007 roku obok seryjnych pojazdów zasilanych etanolem E 95 (min. dla MZK Słupsk) wyprodukowano kilka autobusów testowych z takim napędem min. do Chin i Wielkiej Brytanii. Perspektywicznym dla tego typu pojazdów jest zwłaszcza rynek szwedzki.
W 2014 roku w wyniku kryzysu rozpoczęły się zwolnienia w fabryce.
W 2023 roku,  po 30 latach działalności, została ogłoszona decyzja o zamknięciu produkcji autobusów w Słupsku w 2024 roku.
Obecnie Scania Production Słupsk S.A. zajmuje się produkcją podwozi:
typu C - dla autobusów niskopodłogowych
typu K - dla autobusów niskowejściowych oraz autokarów 

## Autobusy
- Scania CN94UA OmniCity
- Scania CN94UB OmniCity
- Scania CN94UD OmniCity
- Scania N94UD OmniCity
- Scania CN230UB OmniCity
- Scania CN270UB OmniCity
- Scania CN270UB E-95 OmniCity (zasilany etanolem)
- Scania CL94UA OmniLink
- Scania CL94UB OmniLink
- Scania OmniLine
- Scania CN113ALB
- Scania CN113CLL MaxCi
- Scania Citywide

## Nagrody i wyróżnienia
- tytuł „Firma Bliska Środowisku 2007”, przyznany w 2008 roku, za wdrażanie na każdym etapie produkcji zasad ekologii i odpowiedzialności ekologicznej w planowaniu produkcji, przyznany przez Europejskie Forum Odpowiedzialności Ekologicznej.
- tytuł „Solidna Firma” przyznany w 2008 przez marszałka województwa pomorskiego za odpowiedzialność w biznesie i poszanowanie kontrahentów.